# David Nathaniel Friedrich Dietrich
Pour les articles homonymes, voir Dietrich.
David Nathaniel Friedrich Dietrich est un botaniste saxon-vimarois-isenacois, né le 3 octobre 1800 à Ziegenhain et mort le 23 octobre 1888 à Iéna.

## Biographie
Il fait ses études à l’université d'Iéna et devient le directeur du jardin botanique de l’université en 1828. Il est également le conservateur de l’herbier. Il est notamment l’auteur de :
- Avec Jonathan Carl Zenker, Musci Thuringici (1821-1823).
- Synopsis plantarum (cinq volumes, 1838-1852).
- Flora universalis (1831-1861), ouvrage comprenant 4 760 illustrations en couleurs.
- Deutschlands Flora (cinq volumes, 1833-1864).

Il signe également de nombreuses publications sur les mousses.